# Glacier de la Langue
Le glacier de la Langue est un glacier secondaire – rattaché au glacier Jean Brunhes – des îles Kerguelen dans les Terres australes et antarctiques françaises. Il est situé au centre de la péninsule Rallier du Baty sur la Grande Terre.

## Toponymie
Le nom du glacier a été donné en 1961 par le glaciologue Albert Bauer de manière descriptive.

## Géographie
Le glacier de la Langue est un petit glacier suspendu situé au nord de l'aiguille Noire (culminant à 931 m), séparé par une ligne de crête du glacier Jean Brunhes à l'ouest et du glacier Arago au nord. Long de 1,3 km, exposé à l'est, sa fonte alimente la branche est de la rivière des Sables qui se jette dans l'océan Indien sur la côte méridionale des Kerguelen dans l'anse du Gros Ventre.